# Une nuit de folie (film, 1925)
Pour les articles homonymes, voir Nuit de folie.
Pour plus de détails, voir Fiche technique et Distribution.
Une nuit de folie (titre original : Manhattan Madness) est un film américain réalisé par John McDermott, sorti en 1925.
C'est un remake du film Une aventure à New York (Manhattan Madness) réalisé par Allan Dwan en 1916.

## Fiche technique
- Titre original : Manhattan Madness
- Réalisation : John McDermott
- Scénario : Frank Dazey, Charles T. Dazey
- Producteur : Oscar Price
- Société de production : Fine Arts Pictures
- Distributeur : Associated Exhibitors
- Photographie : Jules Cronjager
- Format : 35 mm[1]
- Durée : 6 bobines[2]
- Date de sortie : 20 septembre 1925

## Distribution
- Jack Dempsey : Steve O'Dare
- Estelle Taylor : la fille
- George Siegmann : Dr. Harlan
- Frank Campeau : le majordome
- Bull Montana : le chauffeur
- Nelson McDowell : Hank
- Billy Franey : Zeke
- Theodore Lorch : le Comte Von Eckmann
- Jane Starr : la domestique
- Robert Graves : Jack Russell
- Tom Wilson : Porter
- Christian J. Frank : 'Dutch' Herman
- Glen Cavender : 'Broken Nose' Murphy
- Harry Tenbrook : 'Lefty' Lewis